# Yubaatar
Yubaatar is een geslacht van uitgestorven Multituberculata, een orde van op knaagdieren lijkende maar er niet aan verwante zoogdieren, dat leefde tijdens het Laat-Krijt in wat nu China is. 

## Naamgeving
Het eerste exemplaar werd ontdekt in de Qiupaformatie van de prefectuur Luanchuan, bij het dorp Yankan in de provincie Henan. Het exemplaar 41HIII0111 bestaat uit een gedeeltelijk skelet met een bijna volledige schedel en werd in 2015 door de Chinese paleontoloog Xu Li en collega's tot holotype van het nieuwe geslacht en de nieuwe soort Yubaatar zhongyuanensis gemaakt.

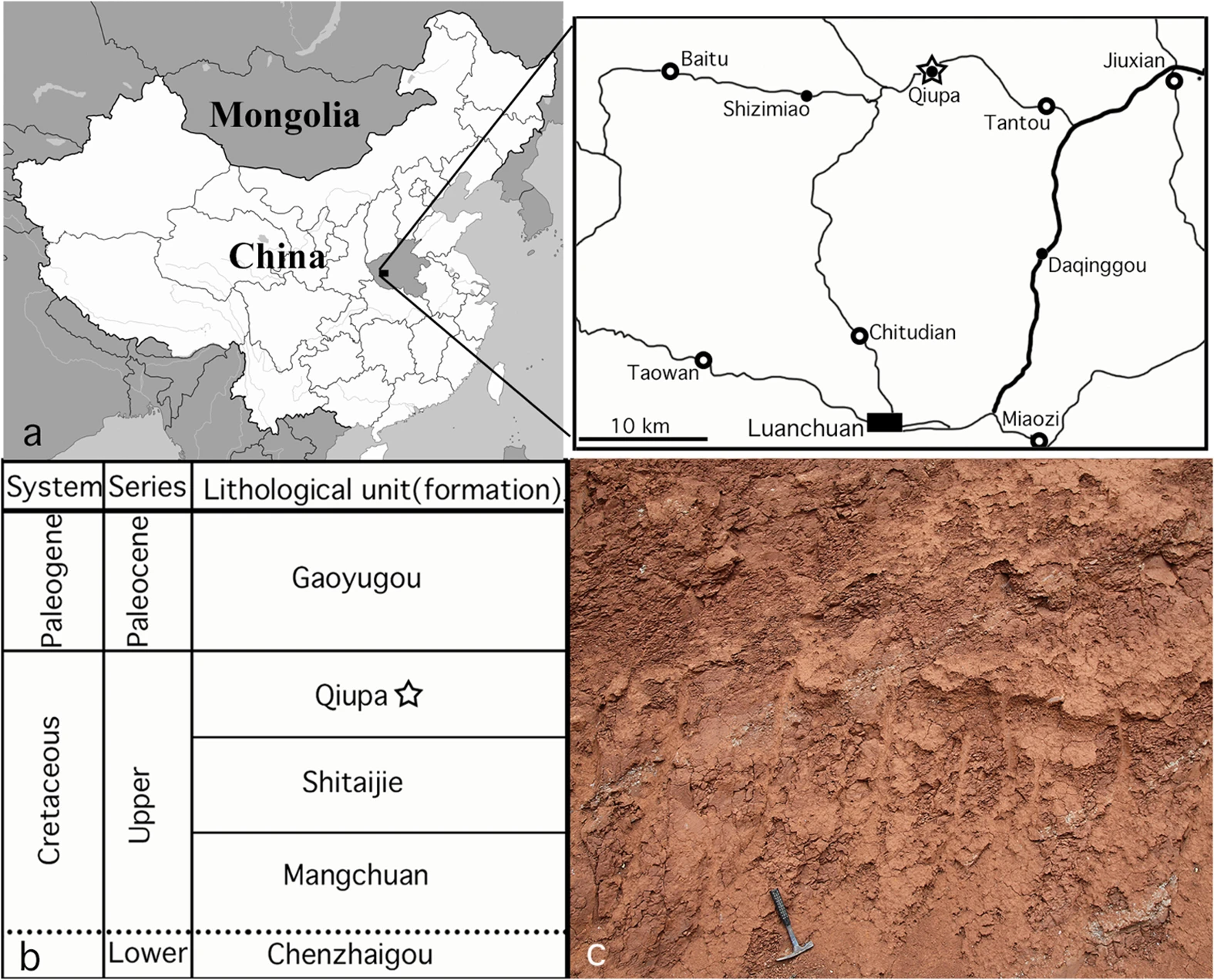
De vindplaats

De geslachtsnaam bestaat uit het woord Yu, de pinyinspelling van het Chinese karakter voor de provincie Henan, en het Mongoolse woord baatar, wat 'held' betekent, een woord dat vaak wordt gebruikt als achtervoegsel in de namen van Aziatische multituberculaten. De soortaanduiding verwijst naar Zhongyuan, een oude naam voor het geografische gebied van de provincie.

## Beschrijving
Yubaatar is de eerste bekende en meest zuidelijke multituberculaat uit het Laat-Krijt buiten het Mongoolse plateau (de meeste multituberculate exemplaren bestaan voornamelijk alleen uit tanden en kaken en worden zelden gevonden in Oost-Azië). Met een schedel van zeven centimeter lang, wordt Yubaatar geschat op de grootte van een zwartvoetige fret, en was hij het grootste lid van de groep die bekend is uit Eurazië (grotere leden zijn bekend uit Noord-Amerika). Sphenopsalis was vergelijkbaar in grootte, maar de meeste andere multituberculaten uit het Mesozoïcum waren zo groot als een spitsmuis of rat. 
Yubaatar had een uniek kenmerk onder multituberculaten doordat de laatste bovenste premolaar werd gewisseld. Het holotype-exemplaar had een paleopathologie die uniek is onder bekende zoogdieren uit het Mesozoïcum, een ernstig gebroken rechterscheenbeen, dat waarschijnlijk was beschadigd bij een ongeval, maar was genezen.

## Fylogenie
Yubaatar bleek basaal te staan aan de clade Taeniolabidoidea, die bestaat uit Noord-Amerikaanse en Aziatische multituberculaten; dit geeft aan dat er vóór de Krijt-Paleogeen-overgang een fauna-uitwisseling was tussen Azië en Noord-Amerika. De morfologie van Yubaatar geeft aan dat de diversiteit in de complexiteit van de tanden van multituberculaten, gerelateerd aan hun dieet, toenam met het aantal geslachten en het verschil in lichaamsgrootte, en dat er een verschuiving was in aanpassingen in de richting van meer herbivoren in de groep over de Krijt–Paleogeen-grens heen.